# Emery Lehman
Emery Lehman (13 juni 1996) is een Amerikaans langebaanschaatser met de lange afstanden als specialiteit.
Lehman nam deel aan de Olympische Winterspelen 2014 op de 5000 en 10.000 meter.

## Records

### Persoonlijke records
| Afstand     | Tijd     | Datum             | Baan           |
| ----------- | -------- | ----------------- | -------------- |
| 500 meter   | 36,64    | 19 september 2020 | Salt Lake City |
| 1000 meter  | 1.09,18  | 1 februari 2025   | Milwaukee      |
| 1500 meter  | 1.43,41  | 11 december 2021  | Calgary        |
| 3000 meter  | 3.41,83  | 15 oktober 2022   | Salt Lake City |
| 5000 meter  | 6.13,19  | 10 december 2021  | Calgary        |
| 10000 meter | 13.19,27 | 22 november 2020  | Salt Lake City |

(laatst bijgewerkt: 1 februari 2025)

### Wereldrecords
| Nr. | Afstand       | Tijd      | Datum           | Baan           |
| --- | ------------- | --------- | --------------- | -------------- |
| 1.  | Achtervolging | 3.34,47*  | 5 december 2021 | Salt Lake City |
| 2.  | Achtervolging | 3.33,66** | 27 januari 2024 | Salt Lake City |

|  | = huidig wereldrecord |

* samen met Casey Dawson en Joey Mantia
** samen met Ethan Cepuran en Casey Dawson

## Resultaten
| Jaar | WK Afstanden               | Olympische Spelen                     | Wereldbeker                         | WK Junioren                                |
| ---- | -------------------------- | ------------------------------------- | ----------------------------------- | ------------------------------------------ |
| 2011 |                            |                                       |                                     | 18e (19e, 19e, 38e, 11e) 12e achtervolging |
| 2012 |                            |                                       |                                     | 12e (21e, 5e, 11e, 5e) 7e achtervolging    |
| 2013 |                            |                                       | 0p 1500m 31e 5k/10k                 | 7e · (25e, , 11e, ) · DNF achtervolging    |
| 2014 |                            | 16e 5000m 10e 10.000m                 | 29e 5k/10k                          | · (16e, , 7e, )                            |
| 2015 |                            |                                       |                                     | 5e · (37e, , 27e, ) · 5e massastart        |
| 2017 |                            |                                       | 51e 1500m 51e 5k/10k                |                                            |
| 2018 |                            | 21e 5000m 8e achtervolging            | 0p 1500m 50e 5k/10k                 |                                            |
| 2020 | 16e 1500m 5e achtervolging |                                       | 34e 1500m                           |                                            |
|      |                            |                                       |                                     |                                            |
| 2022 |                            | 11e 1500m · 16e 5000m · achtervolging | 10e 1500m 29e 5k/10k                |                                            |
| 2023 | 19e 1500m 7e achtervolging |                                       | 23e 1500m 39e 5k/10k 40e massastart |                                            |
| 2024 | 7e 1500m 4e achtervolging  |                                       | 21e 1500m                           |                                            |
| 2025 | 19e 1500m · achtervolging  |                                       | 50e 1000m 22e 1500m                 |                                            |